# Powiat buczacki (II Rzeczpospolita)
Powiat buczacki – powiat w województwie tarnopolskim II Rzeczypospolitej. Jego siedzibą było miasto Buczacz. 1 sierpnia 1934 r. dokonano nowego podziału powiatu na gminy wiejskie.

## zmiany administracyjne
1 kwietnia 1928 do powiatu buczackiego przyłączono gminę Beremiany z powiatu zaleszczyckiego.

## Gminy wiejskie w 1934 r.
- gmina Jazłowiec I
- gmina Jazłowiec II
- gmina Jezierzany
- gmina Koropiec
- gmina Monasterzyska
- gmina Petlikowce Stare
- gmina Podzameczek
- gmina Potok Złoty I
- gmina Potok Złoty II
- gmina Trybuchowce
- gmina Uście Zielone
- gmina Zubrzec

## Miasta
- Barysz
- Buczacz
- Jazłowiec (do 1.8.1934)
- Monasterzyska

## Ludzie

### Starostowie
- Tadeusz Gawroński (kierownik, w VI-tym stopniu sł., w maju 1922 mianowany naczelnikiem Wydziału w V-tym st. sł. w Urzędzie Wojewódzkim w Tarnopolu)[3]
- Seweryn Kuliczkowski (kierownik od maja 1922[3], starosta od 1925[4][5])
- Jan Płachta[6] (1930[7])
- Adam Fedorowicz-Jackowski (1937)[8]

### Urzędnicy
- Józef Lewartowski, Michał Komarzyński, Dymitr Kotowicz, Józef Berger[4]
- Aleksander Warczewski – starszy lekarz weterynaryjny[9]